# Tobias Werner
Tobias Werner (Gera, República Democrática Alemana, 19 de julio de 1985) es un exfutbolista alemán. Jugaba de centrocampista y su último equipo fue el VfB Stuttgart II de la Regionalliga Südwest de Alemania.

## Clubes
| Club                             | País     | Año       |
| -------------------------------- | -------- | --------- |
| FC Carl Zeiss Jena               | Alemania | 2004-2008 |
| F. C. Augsburgo                  | Alemania | 2008-2016 |
| VfB Stuttgart                    | Alemania | 2016-2017 |
| →1. F. C. Núremberg (a préstamo) | Alemania | 2017-2018 |
| VfB Stuttgart                    | Alemania | 2018      |
| VfB Stuttgart II                 | Alemania | 2018-2019 |

### Estadísticas
- Actualizado hasta el 1 de agosto de 2015.

| Carl Zeiss Jena · Alemania                                                         |               |               |     |    |    |     |     |      |      |
| 3ª                                                                                 | 2005/06       | -             | -   | 1  | 0  | 1   | 0   | 0.00 |      |
| 3ª                                                                                 | 2005/06       | 32            | 1   | -  | -  | 32  | 1   | 0.03 |      |
| 2ª                                                                                 | 2006/07       | 27            | 3   | 1  | 0  | 28  | 3   | 0.11 |      |
| 2ª                                                                                 | 2007/08       | 31            | 8   | 5  | 2  | 36  | 10  | 0.28 |      |
| Total club                                                                         | Total club    | 90            | 12  | 7  | 2  | 97  | 14  | 0.14 |      |
| Augsburgo · Alemania                                                               |               |               |     |    |    |     |     |      |      |
| 2ª                                                                                 | 2008/09       | 32            | 6   | 2  | 0  | 34  | 6   | 0.18 |      |
| 2ª                                                                                 | 2009/10       | 7             | 1   | 1  | 0  | 8   | 1   | 0.13 |      |
| 2ª                                                                                 | 2010/11       | 21            | 5   | 3  | 0  | 24  | 5   | 0.21 |      |
| 1ª                                                                                 | 2011/12       | 22            | 1   | 3  | 0  | 25  | 1   | 0.04 |      |
| 1ª                                                                                 | 2012/13       | 30            | 5   | 3  | 0  | 33  | 5   | 0.15 |      |
| 1ª                                                                                 | 2013/14       | 31            | 9   | 2  | 2  | 33  | 11  | 0.33 |      |
| 1ª                                                                                 | 2014/15       | 31            | 8   | 1  | 0  | 32  | 8   | 0.25 |      |
| 1ª                                                                                 | 2015/16       | -             | -   | -  | -  | 0   | 0   | 0.00 |      |
| Total club                                                                         | Total club    | 174           | 35  | 15 | 2  | 189 | 37  | 0.20 |      |
| Total carrera                                                                      | Total carrera | Total carrera | 264 | 47 | 22 | 4   | 286 | 51   | 0.18 |
| (1) Incluye datos de Copa de Alemania. (2) No incluye goles en partidos amistosos. |               |               |     |    |    |     |     |      |      |